# Enrique Simón
Enrique Pérez Simón, conocido artísticamente como Enrique Simón (Palencia, 8 de octubre de 1959), es un actor español.

## Biografía
Enrique pasó sus primeros cuatro años de vida entre las localidades de La Bañeza (León, España) y Herrera de Pisuerga (Palencia, España). En 1963, la familia se instaló en Madrid. Es padre de la actriz Ana Arias y de Adriana. En 2021 se estrenó una nueva película titulada Tristesse en la cual hace el papel de protagonista.  

## Teatro
Debutó a los 16 años poniendo en escena una obra suya, De cómo morir en 20m de papel estraza.
- 2006/7 Romance de la Laguna Negra. Machado. Sinfónica Castilla y León. Posada. Narrador.
- 2006/7 La Bella Maguelone, Brams. Mathias Goerne/Elizabeth Leonskaja. Narrador.
- 03-04 5 gays.com Rafael Pence. Dir.: Rafael Pence. Protagonista
- 2002 Un marido de ida y vuelta, Enrique Jardiel Poncela. Dir.: P. Vidal/Kremel. Protagonista.
- 2002 Los viejos no deben enamorarse, Castelao. Dir. M. Guede. Protagonista.
- 2001 Doce hombres sin piedad, Reginald Rose. Dir. Ángel G. Moreno.
- 2000 La dama duende, Calderón de la Barca. Dir. José Luis Alonso de Santos. CNTC. Protagonista.
- 98-00 Los Enamorados, Carlo Goldoni. Dir. Miguel Narros. Premio Ágora. Protagonista.
- 1998 El Eunuco, Terencio. Dir. Ommar Grasso.
- 97-98 La dama boba, Lope de Vega. Dir. Jaroslaw Bielski Protagonista.
- 1993 Botas Rojas, Sánchez/Cortés.Dir. M. Bosé/R. Sánchez Musical Pop(CD.No/e) Protag
- 90-91 Faus-Trot, Haro. Dir. Eduardo Fuentes Musical Jazz Protagonista.
- 1992 El Plauto, Carlos Trías. Dir. Roberto Villanueva Musical Pop. CDN
- 1985 Eduardo II Rey De Inglaterra, Christopher Marlowe. Dir. Lluis Pasqual. CDN
- 1984 Pluto. Aristófanes. Dir. Juan Diego.
- 1980 Historia de un caballo, León Tolstói. Dir. Manuel Collado. Musical
- 78-79 El proceso. Kafka. Dir. Manuel Gutiérrez Aragón. CDN.
- 78-79 Noche de guerra en el Museo del Prado, Rafael Alberti. Dir. R. Salvat. CDN.
- 78-79 ¡Abre el ojo!, Rojas Zorrilla. Dir. Fernando Fernán Gómez. CDN.
- 1975-77 Teatro Independiente.

## Cine
En cine debutó utilizando su propio nombre, Enrique Pérez, en la película 1919: Crónica del alba (1983), de Antonio José Betancor. A este título siguieron, como destacados, Los zancos (1984), de Carlos Saura, Sáhara (1985), de Antonio R. Cabal, La noche de la ira (1986), de Javier Elorrieta y Rewind (1999), de Nicolás Muñoz.
- 1997 Tánger. Dir. Juan Madrid.
- 1999 Rewind Dir. Nicolás Muñoz. Protagonista.
- 1995 Felicidades Tovarich. Dir. Antxon Ezeiza.
- 1985 La noche de la ira. Dir. Javier Elorrieta.
- 1984 Los zancos. Dir. Carlos Saura.
- 1984 En penumbra. Dir. José Luis Lozano.
- 1984 La pantalla diabólica. Dir. Joaquín Hidalgo. Protagonista.
- 1983 Sáhara. Dir. Antonio R. Cabal. Protagonista.
- 1981 1919: Crónica del alba. Dir. Antonio José Betancor.
- 2021 Tristesse Dir. Emilio Ruiz Barrachina

## Televisión
En este medio inició su carrera como presentador en TVE, en el programa sobre actualidad cultural Planta baja (1986), heredero de Tablón de Anuncios que presentaba Sonia Grande, ambos dirigidos por Emiliano Pedraza y guiones de Javier Bellot y Paco Torres. A partir de ese momento se especializó en programas infantiles y juveniles y en TVE conduce, sucesivamente, el concurso de cultura general A media tarde (1988), el programa literario Un cesto lleno de libros (1989), el contenedor No te lo pierdas (1990) donde también participaban Gustavo Salmerón, Leticia Sabater y el músico Armando Pelayo. Y posteriormente Supermarket (1992) y Vaya fauna (1993), en Antena 3.
A la vez trabajó en series como Brigada Central (1989), Chicas de hoy en día (1991) o Los ladrones van a la oficina (1995). En 1995 José Frade lo contrató para protagonizar la serie Tres hijos para mí solo en Antena 3. Estrenada casi al mismo tiempo que la exitosa Médico de familia en Telecinco, ambas coinciden en algunas de las líneas básicas argumentales e incluso en gags, cuestión que acaba en los tribunales, en una querella por plagio y espionaje industrial interpuesta por Frade. El fallo finalmente da la razón a la serie de Emilio Aragón. Tres hijos para mí solo fue retirada de pantalla tan solo un mes y medio después de su estreno. En ella intervinieron Santiago Segura y Antonio de la Torre.
Series de televisión
- 2009 UCO (TVE) Dir.: Antonio Cuadri.
- 1995 Los ladrones van a la oficina (A3). Dir. Tito Fernández y Miguel Ángel Díez.
- 1995 Tres hijos para mí solo (A3) Dir. José Ganga. Protagonista.
- 1994 El jardín de los poetas. Dir. Martín Patiño Protagonista.
- 1994 Vecinos (A3). Dir. Juan Julio Baena.
- 1992 Habitación 503 (TVE 1). Dir. Belén Molinero.
- 1992 La mujer de tu vida (Tve 1). Dir. Jaime Botella.
- 89-90 ¡Quien fuera tú! (TVE 1) Dir. Pedro Amalio López. Protagonista.
- 88-89 Brigada Central (TVE 1). Dir. Pedro Masó. Protagonista.
- 87-88 Don Rock (Tve 1). Dir. Rafael Alcázar.
- 89-90 Fantasmas en herencia (Tve 1). Juan Luis Buñuel.
- 89-90 With The Clowns Came The Tears (Tve 1). Dir. R. Hauff.

Programas de televisión
(Como presentador)
- 1993 ¡Vaya Fauna! (A3). Dir. Enric Calpena/Enrique Simón.
- 1992 Supermarket (A3). Dir. Chema Quero.
- 90-91 No te lo pierdas (Tve 1). Dir. Potín Domínguez. Juvenil.
- 89-90 Un cesto lleno de libros (Tve1).Dir. G. De La Cueva. Juvenil/cultural. Premio UER
- 87-88 A media tarde (Tve 1). Dir. Chema Quero. Juvenil/cultural. Premio TP
- 1986 Planta Baja (Tve 1). Dir. Emiliano De Pedraza. Juvenil/cultural.

(como colaborador)
- Hola Raffaella (Tve1). Dir. Sergio Japino.

Retransmisiones y especiales (como conductor)
- 93 y 94 Cabalgata Reyes Valencia (A3). Dir. Mariano Martín.
- 1993 Desfile Carnaval Tenerife (A3). Dir. Mariano Martín.
- 1993 18º Festival Internacional Circo Montecarlo (A3). 3prg. Dir J. Pérez.
- 90-91 Circo Navidades (Tve1). Dir. Joaquín De La Encina.
- 89-90 Disneyword Parade, Orlando, USA (Tve1). Dir. Chema Quero.

Retransmisiones y especiales (como colaborador)
- 1992 1.er. y 2º Telemaratón (A3)
- 1992 La Gala Mágica (A3). Dir. Dani Écija.